# Voyagers
Voyagers è un film del 2021 scritto e diretto da Neil Burger.

## Trama
Nel 2063, gli astrofisici su una Terra devastata dal cambiamento climatico trovano un pianeta abitabile. Viene organizzata un'ambiziosa missione di esplorazione che durerà circa 86 anni, in cui i nipoti degli astronauti dell'equipaggio che partirà saranno quelli che raggiungeranno effettivamente il pianeta. I 30 astronauti originali vengono fatti nascere con la fecondazione in vitro e tenuti in isolamento dal resto del mondo, per far fronte alla consapevolezza che le loro vite rimanenti saranno trascorse principalmente in volo. Essi, dopo un addestramento a terra, vengono lanciati sull'astronave Humanitas da pre-adolescenti, con un solo adulto, il comandante del programma Richard Alling, per guidarli nella prima parte del viaggio. Il piano prevede che la successiva fecondazione in vitro venga eseguita quando l'equipaggio compirà 24 anni, da ripetere su quei figli quando compiranno altri 24 anni.
Durante il decimo anno di volo, Christopher e Zac scoprono che agli astronauti, oramai adulti, viene somministrata una sostanza chimica nel loro cibo per sopprimere il desiderio sessuale e la risposta al piacere, mantenendoli docili e gestibili. I due smettono di prendere la sostanza chimica e i loro ormoni in aumento li spingono a diventare competitivi, incuranti e ansiosi di intrattenere rapporti sessuali, in particolare con la compagna di squadra Sela che è l'ufficiale medico.
Durante un'operazione di riparazione al di fuori dell'Humanitas del sistema di comunicazione guasto, l'ufficiale capo Richard viene ucciso e un incendio danneggia altri sistemi della nave. Christopher viene votato come nuovo ufficiale capo, il che sconvolge Zac, che poi incita gli altri a smetterla di ingerire la sostanza chimica. La missione precipita nella follia mentre molti giovani sperimentano il desiderio sessuale.
Zac dice agli altri che Richard è stato ucciso da un alieno, e lui li proteggerà, lasciando che mangino tutto il cibo (conservato accuratamente) che desiderano. Convince tutti tranne cinque a seguirlo anziché obbedire a Christopher. Christopher e Sela, che sono diventati nel frattempo una coppia, trovano e riparano un disco video che rivela che Zac ha ucciso Richard e ha accelerato l'ulteriore danno ai sistemi accendendo l'elettricità al sistema di comunicazione mentre Richard ci stava lavorando. Mostrano il video agli altri, ma Zac convince molti che in realtà un alieno abita uno di loro, e i suoi seguaci uccidono chiunque Zac prenda di mira.
Christopher conduce inavvertitamente Zac a un deposito di armi che i loro nipoti avrebbero dovuto usare sul pianeta quando fossero giunti in vista di un eventuale minaccia. Christopher, Sela e Phoebe sono gli unici a resistere. Phoebe viene uccisa mentre il branco cerca Christopher e Sela. La coppia riesce a fatica a uccidere Zac facendolo espellere nello spazio e la pace torna sulla Humanitas. Sela è votato capo ufficiale e l'equipaggio rinuncia definitivamente alla sostanza chimica di soppressione, imparando a gestire le proprie emozioni. Si innamorano e hanno figli naturalmente piuttosto che tramite la fecondazione in vitro pianificata.
Decenni dopo, come programmato, Humanitas e il suo equipaggio multigenerazionale arrivano sul pianeta, che dall'orbita sembra essere simile alla terra come sperato.

## Produzione
Le riprese del film sono iniziate nel giugno 2019 in Romania.

## Promozione
Il primo trailer del film è stato diffuso il 2 marzo 2021.

## Distribuzione
Il film, inizialmente fissato per il 25 novembre 2020, è stato rimandato a causa della pandemia di COVID-19 e distribuito nelle sale cinematografiche statunitensi a partire dal 9 aprile 2021 mentre in quelle italiane dal 24 giugno dello stesso anno.

## Ricezione critica
Il sito web dell'aggregatore di recensioni Rotten Tomatoes riporta che il 26% di 141 critici ha dato al film una recensione positiva, con una valutazione media di 5/10. Il consenso critico del sito web recita: "Ha un cast e una premessa matura di potenziale, ma Voyagers va alla deriva in un'orbita familiare invece di esplorare a fondo i suoi temi intriganti".
Metacritic ha assegnato un punteggio medio ponderato di 44 su 100 basato su 34 recensioni, indicando "recensioni miste o medie". 